# بادولا
بادولا (به لاتین: Badulla) یک منطقهٔ مسکونی در سری‌لانکا است که در ناحیه بادولا واقع شده‌است.

## خصوصیات
بادولا ۱۰ کیلومترمربع مساحت و ۴۷٬۵۸۷ نفر جمعیت دارد و ۶۸۰ متر بالاتر از سطح دریا واقع شده‌است.

## نگارخانه

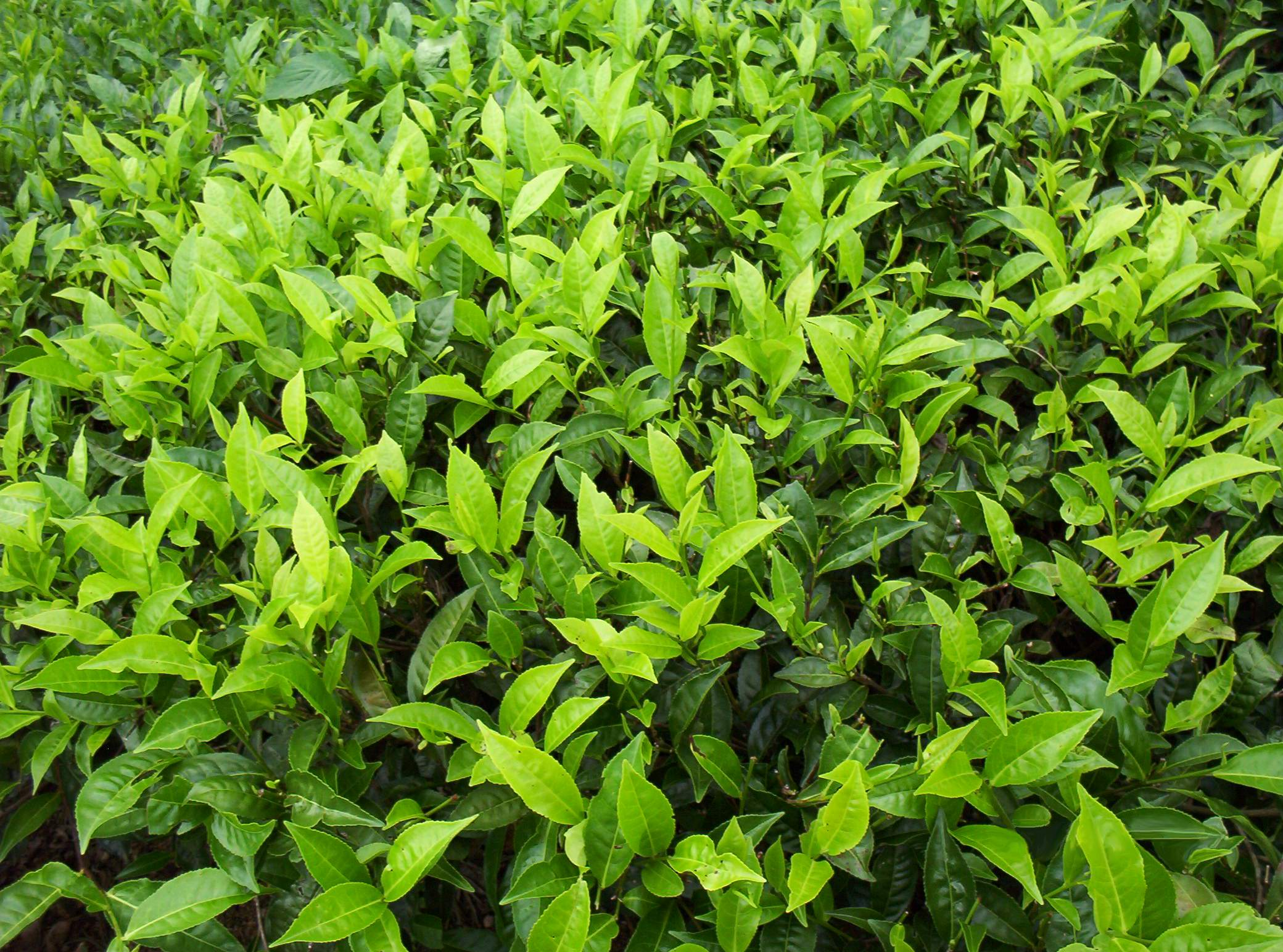
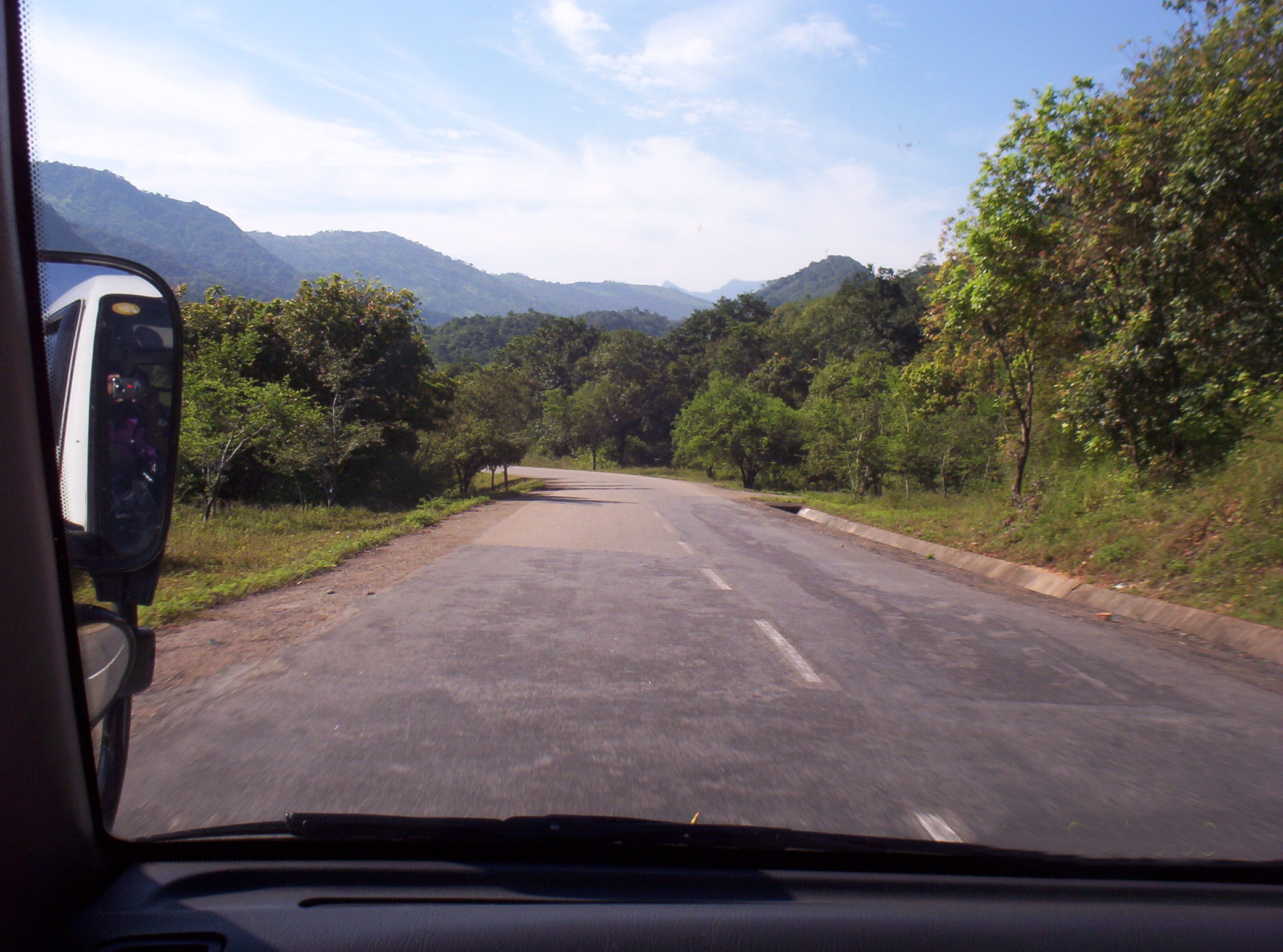
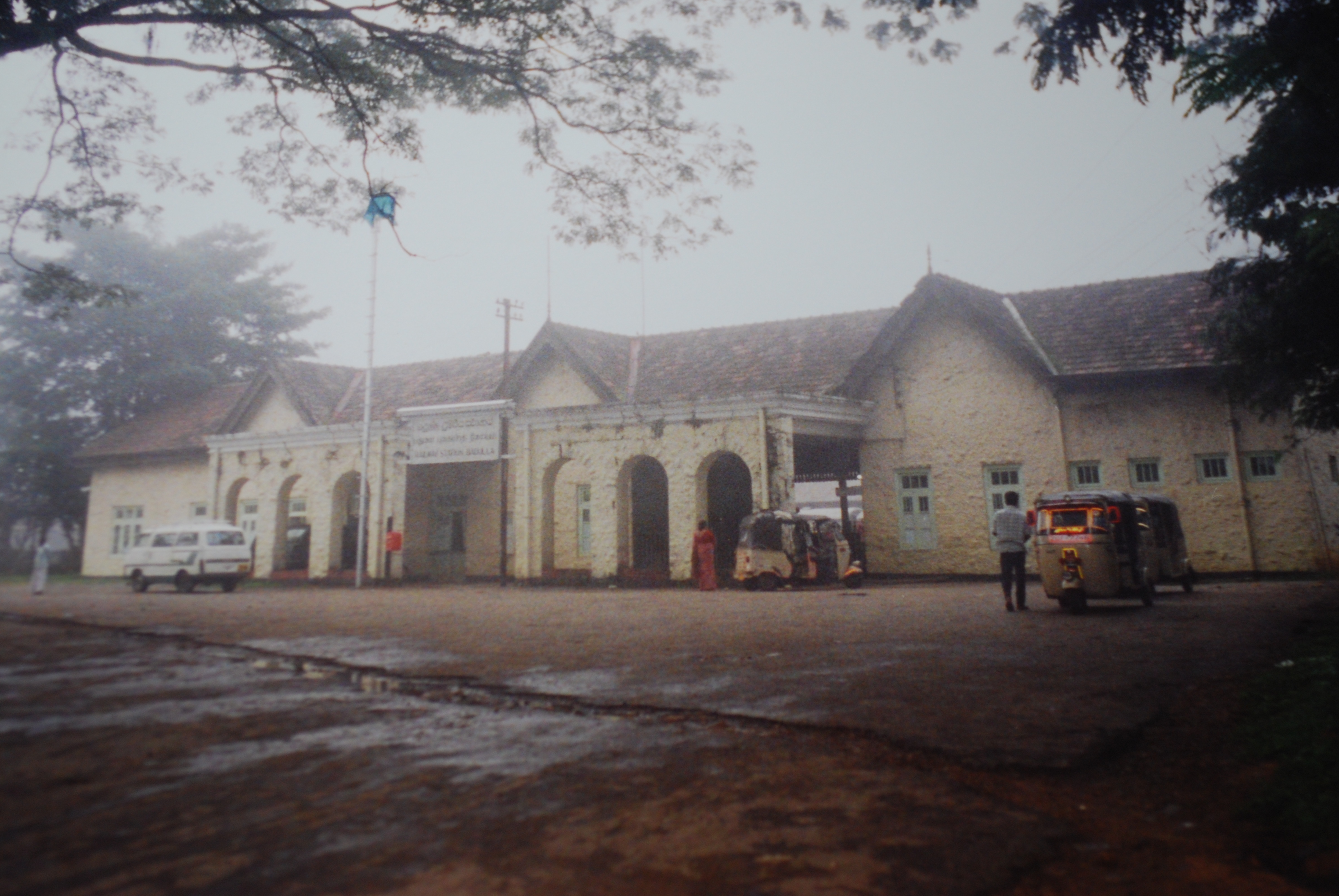